# 南部重信
南部重信（日语：／ Nanbu Shigenobu，1616年6月28日—1702年7月12日）是日本江戶時代前期至中期的大名。陸奥盛岡藩第3代藩主。南部氏第29代當主。父親是南部利直。母親是閉伊氏的一族花輪政朝的女兒松。被當地的人稱為「花輪殿大人」（花輪殿様）。

## 生平
在元和2年（1616年）5月15日於閉伊郡花輪村出生，家中五男。父親利直是盛岡藩初代藩主。
幼年在閉伊氏的菩提寺華嚴院度過，與百姓的兒子沒有分隔地一起遊玩。在慶安元年（1648年）繼承七戶家並成為七戶城城主。不過在寬文4年（1664年）因為哥哥重直沒有留下兒子就死去，於是繼承盛岡藩8萬石（八戶2萬石由弟弟直房繼承）。
元祿5年（1692年）6月27日把家督讓予長男行信並隱居。在元祿15年（1702年）於江戶死去。享年87歲。

## 政策、人物
- 因為年幼時期的經驗而明白世情，向家臣和領民提倡節儉等，在領地施行仁政。

- 愛好和歌，在處理藩政以外還向飛鳥井雅章和岡本宗好學習和歌。

- 在把領地分給八戶藩後在領內進行總檢地，以此來增加藏入米，再由此增加藩士的俸祿米而加強家臣團的士氣。後來因為開發新田而令盛岡藩回復到本來的10萬石、進行開發銅山來代替已經被掘盡的金山、修復遭到火災而被放置的盛岡城、在有水災的北上川的防災事業中進行改革等；在重信治世下的盛岡藩相當安定。

## 俗説
- 在當地有「德川第5代將軍任命是由花輪殿大人的發言來決定」的故事。
  - 延寶8年（1680年），為了決定德川第5代將軍的人選，諸大名聚集在江戶城的政廳中。死去的第4代將軍家綱沒有留下兒子，於是家綱的姪子‧甲府藩藩主綱豐（後來的第6代將軍家宣）和弟弟‧前橋藩藩主綱吉二人就成為候補人。因為大意的發言有可能會遭到後來的新將軍針對，於是大名們都決定沉默。其中，把這種沉重氣氛打破並推舉綱吉的就是重信。而與之同調的聲音亦佔了大多數，因此新任將軍人選就被決定了。而晉升為從四位而與御三家並列的厚遇就是這時的論功行賞。

實際上，綱吉繼承將軍家是幕閣的決定，在將軍家的繼承問題上，一介外様大名南部氏是完全沒有發言權的。從先代開始亦被上升到上位的官位，「從四位對於10萬石前後的外様大名是極普通的官位」才是史實（與「御三家並列」則是從三位以上）。這顯示出從10萬石減至（因為分出2萬石來讓八戶藩立藩）8萬石的南部藩對於「10萬石」的規格相當執着（後來南部藩更自稱「表高10萬石（事實上只有8萬石以下）」，因此為了維持家格的費用而相當困苦），而且視八戶藩南部家和津輕藩津輕氏為假想敵的心思不絕，盛岡藩南部家「向幕府過於阿諂奉承，為了讓盛岡藩南部家成為譜代大名而向幕閣有各種活動」，為了取得綱吉的信賴而有此傾向。